# Abronia villosa
Abronia villosa es una especie de planta anual perteneciente a la familia Nyctaginaceae. Es originaria de los desiertos del suroeste de Estados Unidos y norte de México y la costa sur de California y Baja California.

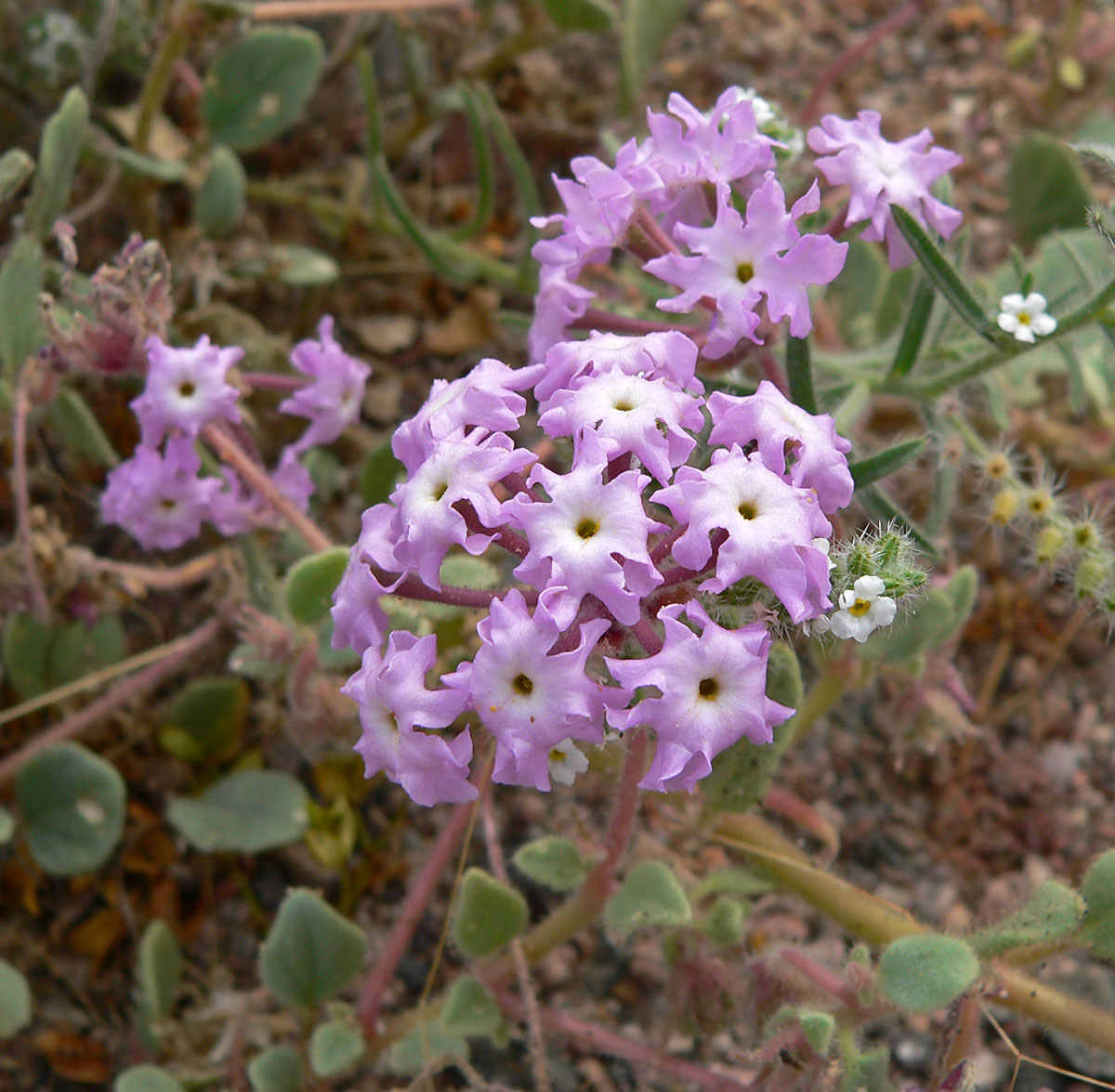
Detalle de las flores

## Descripción
Abronia villosa es una pequeña planta de flores silvestres anuales, peludas, que crece en masas rastreras postradas por el suelo. Tiene hojas verdes de forma ovalada y muchos pedúnculos que llevan redondeadas inflorescencias de color magenta brillante o flores purpúreas rosas. Crece en la arena de los desiertos y línea de la costa. Tiene una fragancia muy dulce, y también es muy pegajosa. Generalmente crecen entre febrero y mayo.

## Química
Los rotenoides abroniona y boeravinona C, y el terpenoide lupeol se pueden encontrar en A. villosa.

## Taxonomía
Abronia villosa fue descrita por Sereno Watson y publicado en American Naturalist 7(5): 302. 1873.
Etimología
Abronia: nombre genérico que deriva de la palabra griega: abros que significa "elegante o delicada", en referencia a la aparición de las brácteas debajo de las flores.
villosa: epíteto latíno que significa "peluda".